# Václav Vochoska

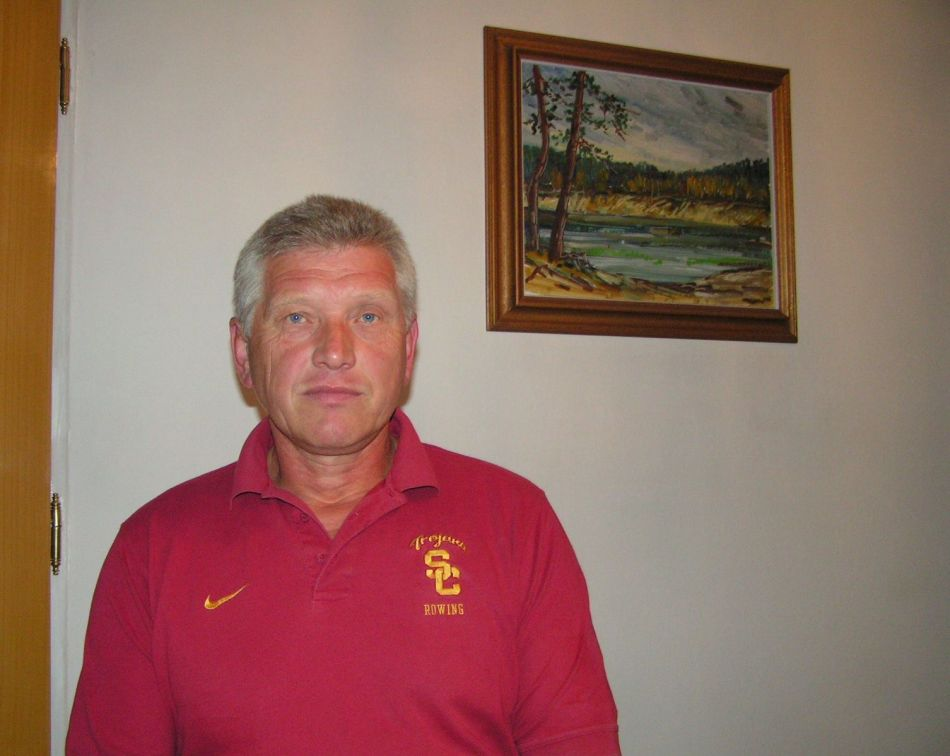
Václav Vochoska (2013)

Václav Vochoska (* 26. Juli 1955 in České Budějovice) ist ein ehemaliger tschechoslowakischer Ruderer, der zwei olympische Bronzemedaillen gewann.
Bei den Olympischen Spielen 1976 belegte der tschechoslowakische Doppelvierer mit Jaroslav Hellebrand, Václav Vochoska, Zdeněk Pecka und Vladek Lacina den dritten Platz hinter den Booten aus der DDR und der Sowjetunion. 1977 erreichte der Doppelvierer mit Karel Černý, Filip Koudela, Václav Vochoska und Zdeněk Pecka bei den Weltmeisterschaften den zweiten Platz hinter dem Doppelvierer aus der DDR, 1978 belegten Vochoska, Pecka, Koudela und Lacina den vierten Platz.
1979 wechselten Vochoska und Pecka in den Doppelzweier; bei den Weltmeisterschaften in Bled gewannen sie Silber hinter den norwegischen Brüdern Frank und Alf Hansen. Wegen des Olympiaboykotts waren die beiden Norweger bei den Olympischen Spielen 1980 nicht am Start; es siegte das Boot aus der DDR vor den Jugoslawen, Vochoska und Pecka erhielten ihre zweite Bronzemedaille. Ihre letzte Medaille gewannen die beiden Tschechoslowaken bei den Weltmeisterschaften 1982, als sie hinter den Booten aus Norwegen (Alf Hansen und Rolf Thorsen) und der DDR (Klaus Kröppelien und Joachim Dreifke) als Dritte das Ziel erreichten. Nach Peckas Rücktritt trat Vochoska bei den Weltmeisterschaften 1985 mit Jiri Jakoubek an und belegte den siebten Platz.